# Сантьяго, Леонардо
Леонардо Сантьяго (порт.-браз. Leonardo Santiago; родился 9 марта 1983, Рио-де-Жанейро) — бразильский футболист, игравший на позиции атакующего полузащитника. Воспитанник футбольной школы «Фейеноорда», за основную команду этого клуба с 2000 по 2005 год провёл в различных турнирах 72 матча и забил 6 мячей, став при этом обладателем Кубка УЕФА сезона 2001/02. В 2006 году выступал за клуб НАК.
В декабре 2007 года подписал контракт с амстердамским «Аяксом», но за полтора года так и не стал игроком основной команды. После окончания контракта покинул команду и присоединился к своему бывшему клубу НАК, подписав с командой контракт на четыре года. Позже выступал за «Ред Булл», «Ференцварош» и «Мюнхен 1860».

## Футбольная карьера
Леонардо Сантьяго начал свою карьеру в футбольной школе «Нова Сафра» в Рио-де-Жанейро и в окрестности Жакаразериньо, где провёл свои первые годы Ромарио. В 11 лет Леонардо был замечен нидерландским футбольным скаутом Питом де Виссером, после чего Сантьяго перешёл в клуб «Фейеноорд» из Роттердама, для того чтобы играть за юношескую команду этого клуба.

### «Фейеноорд»
В основной команде «Фейеноорда» Леонардо дебютировал 19 августа 2000 года в возрасте 18 лет в матче чемпионата Нидерландов против АЗ, который завершился победой «Фейеноорда» со счётом 2:0. 21 октября Сантьяго забил свой первый гол — это произошло на 13-й минуте матча против «Херенвена», который в итоге завершился со счётом 2:0 в пользу «Фейеноорда». Во втором забитом мяче Леонардо также поучаствовал, отдав результативный пас на 54-й минуте на российского полузащитника Игоря Корнеева. Спустя ещё два месяца оказалось что Леонардо не имеет право выступать за «Фейеноорд», так как в Европе на тот момент было запрещено выступать игрокам не достигшим 18-летнего возраста. 
18 марта 2001 года Леонардо вернулся к играм своего клуба, в матче против «Твенте», который завершился крупной победой «Фейеноорда» со счётом 5:1, Сантьяго отдал результативный пас. В своём дебютном сезоне в чемпионате Нидерландов сезона 2000/01 Леонардо отметился двумя забитыми мячами в 23 матчах. В следующем сезоне в чемпионате Леонардо забил также два мяча в 21 одном матче, но главным образом Сантьяго принял участие в финальном матче Кубка УЕФА 2001/02 против немецкой «Боруссии» из Дортмунда. 8 мая 2002 года на стадионе «Де Кёйп» в Роттердаме «Фейеноорд» встретился с «Боруссией», Леонардо начал матч в качестве запасного игрока, но во втором тайме появился на замену вместо Робина ван Перси на 63-й минуте матча, который в итоге завершился победой «Фейеноорда» со счётом 3:2. Для «Фейеноорда» победа в кубке стала второй в истории клуба. После этого для Леонардо настала настоящая чёрная полоса, а если точнее череда травм, которая надолго выводила игрока из строя. Так, в период с августа 2002 по декабрь 2005 года он сыграл всего 11 матчей.

### НАК Бреда
В январе 2006 года Леонардо подписал контракт на 1,5 года с клубом НАК. Дебют Сантьяго за клуб состоялся 29 января 2006 года в матче против «Гронингена», и в первом же матче Леонардо забил гол, но он в итоге не помог клубу избежать гостевого поражения со счётом 3:2. За три месяца Леонардо забил за клуб 8 мячей в 14 матчах, а его команда по итогам сезона заняла 16 место и удостоилась право принять участие в матах плей-офф за пропуску в Высшем дивизионе Нидерландов. В итоге, обыграв в двух матчевых противостояниях «ТОП Осс» и «Волендам», НАК сохранил прописку в Высшем дивизионе на следующий сезон, хотя Леонардо в тех матчах участие не принимал, так как был травмирован.
Перед началом сезона 2006/07 у Леонардо произошёл конфликт с главным тренером Эрни Брендтсом, который хотел использовать его на позиции левого нападающего, когда как Леонардо действовал на правом фланге атаки, в итоге Леонардо был отчислен из команды, но позже был возвращён обратно. Первая часть сезона 2006/07 для Леонардо выдалась неудачно, в 17 матчах он забил лишь два мяча.

### «Аякс»
В начале декабря 2006 года Леонардо подписал контракт с амстердамским «Аяксом» на 2,5 года. Перед тем как присоединиться к своему новому клубу, Леонардо до января 2007 года выступал за НАК. Сумма трансфера за Леонардо составила 750 тысяч евро, из которых половина причиталась самому футболисту. Дебютировал Леонардо за «Аякс» 21 января 2007 года в матче против «Утрехта», выйдя на замену на 57-й минуте матча вместо Райана Бабела, в итоге «Аякс» добился домашней победы со счётом 2:0. Спустя шесть недель, 4 марта, в матче против «Херенвена», Леонардо получил тяжёлую травму ноги, разрыв крестообразных связок правого колена, после которой пришлось восстанавливаться полгода. Всего до травмы в оставшейся части сезона 2006/07 Сантьяго провёл 7 матчей и забил 1 мяч. Выбыв из игры Леонардо вернулся лечиться в Бразилию, где 18 декабря 2007 года его супруга Роса родила ему сына, которого назвали Лил. В январе 2008 года Леонардо вновь вышел на поле в составе «Аякса» и даже отметился одним забитым мячом в ворота АЗ, матч завершился крупной победой «Аякса» со счётом 6:1.
Но при главном тренере «Аякса» Адри Костере, а потом и при Марко ван Бастене, Леонардо мало попадал в основной состав команды, в сезоне 2007/08 Сантьяго сыграл всего лишь в 9 матчах и забил 2 мяча. Лишь с сезона 2008/09 Леонардо стал больше появляться на поле, в основном выходя на замену, в 24 матчах чемпионата Леонардо забил два мяча. Контракт с «Аяксом» у Леонардо действовал до 30 июня 2009 года. В связи с истекающим контрактом в услугах нападающего заинтересовано несколько европейских клубов, среди которых и греческий «Панатинаикос», который ещё в январе 2009 года был заинтересован в подписании Леонардо. В конце июня 2009 года появилась информация о том, что испанская «Малага» хочет подписать контракт с Леонардо, хотя до этого испанцы хотели заполучить другого игрока «Аякса» Альберта Луке, который в сезоне 2008/09 выступал за их клуб на правах аренды.

### Возвращение в НАК
С 10 августа 2009 года Леонардо начал тренироваться в своём бывшем клубе НАК. 31 августа, перед закрытием трансферного окна, Леонардо подписал с клубом контракт на четыре года, как сказал технический директор Эрни Стюарт, это реальное усиление атаки нашего клуба. Дебютировать за свой новый клуб Леонардо пришлось против своего бывшего клуба, амстердамского «Аякса». В матче, который состоялся 13 сентября, Леонардо вышел на замену на 64-й минуте, к этому времени его команда в гостях безнадёжно проигрывала амстердамцам с разгромным счётом 6:0, с таким счёт игра и завершилась.

## Статистика выступлений
| Клуб              | Сезон            | Чемпионат | Чемпионат | Кубок | Кубок | Европейские кубки | Европейские кубки | Итого | Итого |
| Клуб              | Сезон            | Игры      | Голы      | Игры  | Голы  | Игры              | Голы              | Игры  | Голы  |
| ----------------- | ---------------- | --------- | --------- | ----- | ----- | ----------------- | ----------------- | ----- | ----- |
| Фейеноорд         | 2000/01          | 23        | 2         | 0     | 0     | 7                 | 1                 | 30    | 3     |
| Фейеноорд         | 2001/02          | 21        | 2         | 1     | 0     | 6                 | 1                 | 28    | 3     |
| Фейеноорд         | 2002/03          | 3         | 0         | 0     | 0     | 1                 | 0                 | 4     | 0     |
| Фейеноорд         | 2003/04          | 3         | 0         | 0     | 0     | 1                 | 0                 | 4     | 0     |
| Фейеноорд         | 2004/05          | 4         | 0         | 1     | 0     | 0                 | 0                 | 5     | 0     |
| Фейеноорд         | 2005/06          | 1         | 0         | 0     | 0     | 0                 | 0                 | 1     | 0     |
| Фейеноорд         | Итого            | 55        | 4         | 2     | 0     | 15                | 2                 | 72    | 6     |
| НАК               | 2005/06          | 14        | 8         | 0     | 0     | —                 | —                 | 14    | 8     |
| НАК               | 2006/07          | 17        | 2         | 2     | 2     | —                 | —                 | 19    | 4     |
| НАК               | Итого            | 31        | 10        | 2     | 2     | —                 | —                 | 33    | 12    |
| Аякс              | 2006/07          | 7         | 1         | 2     | 1     | 2                 | 1                 | 11    | 3     |
| Аякс              | 2007/08          | 8         | 2         | 0     | 0     | 0                 | 0                 | 8     | 2     |
| Аякс              | 2008/09          | 24        | 2         | 1     | 0     | 8                 | 2                 | 33    | 4     |
| Аякс              | Итого            | 39        | 5         | 3     | 1     | 10                | 3                 | 52    | 9     |
| НАК               | 2009/10          | 18        | 4         | 3     | 4     | 0                 | 0                 | 21    | 8     |
| НАК               | 2010/11          | 25        | 2         | 3     | 1     | —                 | —                 | 28    | 3     |
| НАК               | Итого            | 43        | 6         | 6     | 5     | 0                 | 0                 | 49    | 11    |
| Ред Булл (аренда) | 2011/12          | 17        | 2         | 2     | 0     | 12                | 5                 | 31    | 7     |
| Ред Булл (аренда) | Итого            | 17        | 2         | 2     | 0     | 12                | 5                 | 31    | 7     |
| Всего за карьеру  | Всего за карьеру | 185       | 27        | 15    | 8     | 37                | 10                | 237   | 45    |

(откорректировано по состоянию на 29 января 2012 года)

## Достижения
«Фейеноорд»
- Обладатель Кубка УЕФА: 2001/02

«Аякс»
- Обладатель Кубка Нидерландов: 2006/07
- Обладатель Суперкубка Нидерландов: 2007

«Ред Булл Зальцбург»
- Чемпион Австрии: 2012

«Фенецварош»
- Обладатель Кубка лиги Венгрии (1): 2012/13